# 아프리카 네이션스 챔피언십
아프리카 네이션스 챔피언십(African Nations Championship)은 짝수 해마다 열리는 아프리카 국가 간의 축구 대항전이다. 2009년에 첫 대회를 시작하였으며 아프리카 네이션스컵이 개최되지 않는 해에 2년 주기로 개최한다. 2013년부터 아프리카 네이션스컵이 홀수 개최로 변경됨에 따라 본래 2013년에 개최될 예정이던 3회 대회부터 1년씩 늦춰서 짝수 해마다 개최된다. 아프리카 축구 연맹 가맹국들의 국내 대회 경쟁력을 제고하기 위한 취지에서 만들어진 대회이다.

## 선수단 관련 규칙
이 대회에 참가하는 국가대표팀은 오로지 해당 시즌의 자국 리그에서 활동하고 있는 선수들로만 선수단을 구성할 수 있으며, 해외파는 설령 아프리카 축구 연맹에 속한 다른 국가의 리그에서 뛰고 있다고 하더라도 선발할 수 없다.

## 대회 방식

### 지역 예선

아프리카 축구 연맹 내 6개 권역 지도

우선 개최국 국가대표팀에게 자동 출전권을 부여한 뒤, 남은 출전권은 각 권역별 구성국 수 등을 감안해서 균등하게 배당한다. 그리고 각 권역별로 배당된 출전권 수에 맞게 토너먼트식 플레이오프를 치러서 본선에 진출할 팀을 가린다.
다음과 같이 6개 권역으로 나뉘어 있으며, 같은 권역에 속한 팀들끼리 경쟁하게 된다.
| 북부                               | 서부 A                                                                       | 서부 B                                                     | 중부                                                                                        | 중동부                                                                               | 남부 |
| ---------------------------------- | ---------------------------------------------------------------------------- | ---------------------------------------------------------- | ------------------------------------------------------------------------------------------- | ------------------------------------------------------------------------------------ | --- |
| 리비아 모로코 알제리 이집트 튀니지 | 감비아 기니 기니비사우 라이베리아 말리 모리타니 세네갈 시에라리온 카보베르데 | 가나 나이지리아 니제르 베냉 부르키나파소 코트디부아르 토고 | 가봉 상투메 프린시페 적도 기니 중앙아프리카 공화국 차드 카메룬 콩고 공화국 콩고 민주 공화국 | 남수단 르완다 부룬디 소말리아 수단 에리트레아 에티오피아 우간다 지부티 케냐 탄자니아 | 나미비아 남아프리카 공화국 레소토 마다가스카르 말라위 모리셔스 모잠비크 보츠와나 세이셸 에스와티니 앙골라 잠비아 짐바브웨 코모로 |

### 본선
본선은 1회 대회에선 8개 팀이 2개 조로 나뉘어 각 조 1위가 다른 조 2위와 준결승전을 벌인 후 패자는 3위 결정전을, 승자는 결승전을 치르는 방식이었다. 2회 대회에서 본선 진출 팀이 16개 팀으로 늘어나면서 조의 수가 2개에서 4개로 늘어나고 2라운드는 A조 대 B조와 C조 대 D조의 8강전부터 시작하는 것으로 바뀌었다.

## 역대 결과
| 2009 자세히 | 코트디부아르      | 콩고 민주 공화국 | 2 – 0            | 가나       | 잠비아       | 2 – 1            | 세네갈   |
| 2011 자세히 | 수단              | 튀니지           | 3 – 0            | 앙골라     | 수단         | 1 – 0            | 알제리   |
| 2014 자세히 | 남아프리카 공화국 | 리비아           | 0 – 0 (PK 4 – 3) | 가나       | 나이지리아   | 1 – 0            | 짐바브웨 |
| 2016 자세히 | 르완다            | 콩고 민주 공화국 | 3 – 0            | 말리       | 코트디부아르 | 2 – 1            | 기니     |
| 2018 자세히 | 모로코            | 모로코           | 4 – 0            | 나이지리아 | 수단         | 1 – 1 (PK 2 – 4) | 리비아   |
| 2020 자세히 | 카메룬            | 모로코           | 2 – 0            | 말리       | 기니         | 2 – 0            | 카메룬   |
| 2022 자세히 | 알제리            | 세네갈           | –                | 알제리     | 마다가스카르 | –                | 니제르   |

## 같이 보기
- 아프리카 네이션스컵